# 何大河
何大河（1994年4月1日-）出生于浙江省湖州市，民谣音乐人，词曲作者，代表作品“猪老三”，目前就读于南加州大学。

## 经历
- 2014年12月14日，初次录制小样，内容包括《大海上风平浪静的一天》和《我离去》。

- 2015年10月28日，独立完成第一张试听EP《汉河谣》。
- 2016年2月，凭借作品《猪老三》在中国好歌曲第三季亮相，并加入刘欢的“欢乐家族”，该作品在微博受到热议，并一度成为热搜。[1]
- 2016年5月11日，发布第一张录音室EP《不知》。
- 2016年6-7月，完成30城市巡演《不知姑娘你是谁》。
- 2016年12月，发布试听EP《再见，老三》。
- 2017年6月28日，发布第二张录音室EP《安心，也孤独》。
- 2017年7-8月，完成15城市巡演《安心，也孤独》。
- 2017年8月11-13日，在上海吱音上演话剧《安心，也爷爷》。

## 音乐专辑
| 专辑             | 专辑信息 | 曲目                                                                       | 发行                    |
| ---------------- | -------- | -------------------------------------------------------------------------- | ----------------------- |
| 《不知》         | EP       | 《不知》，《猪老三》，《你笑起来的样子像幅画》，《小翠》，《过那桥》。     | 山云诗社：2016年5月11日 |
| 《安心，也孤独》 | EP       | 《安心，也孤独》，《我已差不多是个废人》，《沈淋》，《就像叶子掉进酒杯》。 | 山云诗社：2017年6月28日 |

## 链接
1. 何大河微博 （页面存档备份，存于）
2. 何大河网易云音乐（页面存档备份，存于）